# Wilhelm Berlin

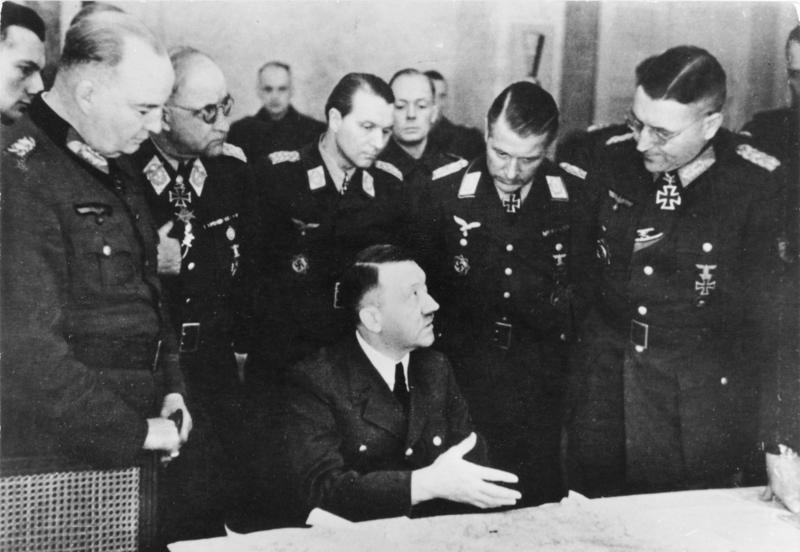
Wilhelm Berlin (längst till vänster med knäppta händer) under ett möte med Adolf Hitler i mars 1945

Wilhelm Berlin född 28 april 1889 i Köln, död 15 september 1987 i Hamburg, var en tysk militär. Han befordrades till generalmajor 1940 och till general i artilleriet 1944. Han erhöll Riddarkorset av Järnkorset 1944.

## Bakgrund
Vid andra världskrigets början ledde Berlin ett artilleriregemente vid västfronten. Hösten 1939 utnämndes han till Artillerie-Kommandeur 101 (Arko 101) som verkade på kårnivå under slaget om Frankrike 1940. Hösten 1940 blev Berlin kommendant för en artilleriskola – en tjänst som han hade till april 1943, då han (efter några veckor i befälsreserven) fick befälet över 58. Infanterie-Division, som då befann sig på den norra delen av östfronten.
En dryg månad senare lämnade Berlin sin tjänst och fick istället befälet över 227. Infanterie-Division som befann sig i ungefär samma område. I januari 1944 inleddes den sovjetiska vinteroffensiven, som bland annat syftade till att häva belägringen av Leningrad, och de tyska förbanden tvingades till reträtt.
Den 12 februari 1944 nämndes Berlin i Wehrmachtbericht och dagen efter fick han tillfälligt befälet över Gruppe Sponheimer, som hans division tillhört. Tio dagar senare kunde han helt återvända till sin division som börjat etablera ställningar vid Narvalinjen. Den 6 mars 1944 erhöll Berlin Riddarkorset för sina insatser som befälhavare för 227. Infanterie-Division. 
I maj 1944 lämnade Wilhelm Berlin sin division för att istället ta befälet över XXVI. Armeekorps som också stred vid Narva. Ungefär en månad senare placerades han i befälsreserven och lämnade fronten. I juli började han tjänstgöra som General der Artillerie inom Oberkommando des Heeres (OKH). 
Vinteroffensiven 1945 gjorde att de sovjetiska styrkorna närmat sig den tyska huvudstaden Berlin. Den 27 februari fick Berlin befälet över den nybildade CI. Armeekorps. Han ledde kåren under slaget om Seelowhöjderna i april. Den 8 april lämnade han sitt befäl och återvände till sin tjänst inom OKH. 
Vid krigsslutet hamnade Berlin i amerikansk krigsfångenskap och frisläpptes 1947.

## Befäl
- Artilleriskolan i Jüterbog oktober 1940 – april 1943.
- 58. Infanterie-Division april – juni 1943
- 227. Infanterie-Division juni 1943 – februari 1944
- LIV. Armeekorps februari – maj 1944 och
- XXVI. Armeekorps maj – juni 1944.
- Arméns generalstab juli 1944 – april 1945.
- CI. Armeekorps 9 februari 1945–18 april 1945

## Befordringar
- Fähnrich – 13 mars 1909
- Leutnant – 27 januari 1910
- Oberleutnant – 25 februari 1915
- Hauptmann – 18 augusti 1917
- Major – 1 november 1930
- Oberstleutnant – 1 maj 1934
- Oberst – 1 april 1936
- Generalmajor – 1 mars 1940
- Generalleutnant – 1 mars 1942
- General der Artillerie – 1 oktober 1944

## Utmärkelser

### Första världskriget
- Järnkorset av andra klass – 27 september 1914
- Järnkorset av första klass – 25 september 1916
- Riddarkorset av Zähringer Löwenorden, andra klass med svärd – 18 december 1914
- Riddarkorset av Hohenzollerska husorden med svärd – 27 september 1918
- Hederskorset för frontsoldater – 21 december 1934

### Andra världskriget
- Järnkorset av andra klass – 23 december 1939
- Järnkorset av första klass – 20 maj 1940
- Riddarkorset – 6 mars 1944
- Krigsförtjänstkorset av andra klass med svärd – 11 januari 1943
- Krigsförtjänstkorset av första klass med svärd – 11 januari 1943
- Nämnd i Wehrmachtbericht – 12 februari 1944